# Piotrawin (Lublin)
Pour les articles homonymes, voir Piotrawin.
Piotrawin (prononciation : [pjɔˈtravin]) est un village polonais de la gmina de Jastków dans le powiat de Lublin de la voïvodie de Lublin dans l'est de la Pologne.

## Histoire
De 1975 à 1998, le village est attaché administrativement à l'ancienne Voïvodie de Lublin.

Depuis 1999, il fait partie de la nouvelle voïvodie de Lublin.